# 4719 Burnaby
4719 Burnaby este un asteroid din centura principală, descoperit pe 21 noiembrie 1990 de Seiji Ueda și Hiroshi Kaneda.